# Alice Codato
Alice Codato (Bérgamo, 26 de septiembre de 2003) es una deportista italiana que compite en remo. Su hermano Giovanni compite en el mismo deporte.
Ganó cuatro medallas en el Campeonato Europeo de Remo entre los años 2023 y 2025. Participó en los Juegos Olímpicos de París 2024, ocupando el sexto lugar en la prueba de ocho con timonel.

## Palmarés internacional
| Campeonato Europeo | Campeonato Europeo | Campeonato Europeo | Campeonato Europeo |
| Año                | Lugar              | Medalla            | Prueba             |
| ------------------ | ------------------ | ------------------ | ------------------ |
| 2023               | Bled (Eslovenia)   | Medalla de bronce  | Ocho con timonel   |
| 2024               | Szeged (Hungría)   | Medalla de bronce  | Ocho con timonel   |
| 2025               | Plovdiv (Bulgaria) | Medalla de plata   | Dos sin timonel    |
| 2025               | Plovdiv (Bulgaria) | Medalla de bronce  | Ocho con timonel   |